# Öckerö
Öckerö er et byområde i Öckerö kommun i Västra Götalands län i Sverige. I 2010 var indbyggertallet 3.488.